# Gilbert Clayton
Pour les articles homonymes, voir Clayton.
Gilbert Clayton, né le 6 avril 1875 à Ryde et mort le 11 septembre 1929, est un officier du renseignement militaire britannique qui acheva sa carrière avec le grade de Général de brigade.

## Postes
- 1922-1925 - Secrétaire civil au gouvernement palestinien
- 1925 - haut commissaire pour la Palestine (British Mandate of Palestine)
- 1925-1927 - Envoyé auprès du sultan Ibn Saud de Nejd
- 1928-1929 - haut commissaire britannique du royaume d'Iraq (British Mandate of Mesopotamia)

## Honneurs
- Compagnon de l'ordre du Bain
- 1919 - Ordre de l'Empire britannique
- 1926 - Ordre de Saint-Michel et Saint-Georges